# SpongeBob SquarePants: Battle for Bikini Bottom
SpongeBob SquarePants: Battle for Bikini Bottom (с англ. — «Губка Боб Квадратные Штаны: Битва За Лагуну Бикини») — компьютерная игра, основанная на анимационном сериале Nickelodeon, разработанная Heavy Iron Studios, AWE Games и Vicarious Visions и опубликованная THQ. Игра была выпущена для консолей PlayStation 2, Xbox и Nintendo GameCube, а также были созданы отдельные версии для ПК и Game Boy Advance. В то время как версии, выпущенные для консолей, были 3D-платформерами, версия игры для ПК представляет собой сборник мини-игр, версия для Game Boy Advance являлась 2D-платформером.
Все версии игры имеют оригинальную сюжетную линию, в которой игрок пытается защитить Лагуну Бикини от вторжения роботов, созданных Планктоном с помощью машины под названием Дубликатотрон 3000, играя за Губку Боба во всех версиях, а также Патрика и Сэнди в консольных. Актёры озвучания вновь исполнили свои роли, за исключением Клэнси Брауна в роли Мистера Крабса и Эрнеста Боргнайна в роли Морского Супермена, в игре их озвучивает Джо Уайт. Игра была выпущена 31 октября 2003 года в Северной Америке и 28 ноября 2003 года в Европе.
Несмотря на то, что Битва за Лагуну Бикини заимела крупный коммерческий успех, она получила смешанные и средние оценки на Metacritic. Издание Edge включило версию Game Boy Advance в свой список лучших портативных видеоигр XXI века. С тех пор игра также получила огромную популярность и огромное сообщество спидраннеров.

## Игровой процесс

### Версии для домашних консолей
Основной игровой процесс включает в себя сбор необходимых предметов и уничтожение роботов, которые напали на различные территории Бикини Боттом, платформинг и избегание опасностей окружающей среды, таких как шипы и пламя. В определённых участках уровня для победы требуются разные персонажи, поскольку у каждого из них есть свои уникальные способности. Игрок может управлять Спанч Бобом, Патриком и Сэнди. Переключение персонажей в консольных версиях требует от игрока поиска автобусной остановки, при использовании которой текущий персонаж переключается на другого, и повторное использование переключает обратно на предыдущего персонажа, давая игроку возможность выбора двух персонажей на каждом уровне. Персонаж по умолчанию в игре — Губка Боб; Сэнди и Патрик не могут появляться вместе, как игровые персонажи на одном уровне.
Игра представляет собой 3D-платформер, требующий от игроков собирать три основных типа предметов. «Блестяшки» являются валютой игры и могут использоваться для оплаты дорожных сборов в игровых зонах или для покупки золотых лопаток у мистера Крабса. «Золотые лопатки» используются для предоставления доступа к новым уровням, скрытым на протяжении всей игры, их также можно заработать, выполнив определённые задания, от таких персонажей, как Сквидвард, Мистер Крабс и других. Носки также распространены по всей игре, Патрик наградит Губку Боба Золотой лопаткой в обмен на 10 своих носков. Губка Боб также может пускать мыльные пузыри, формируя различные формы в виде специальных атак, которые можно использовать для дальнейшего продвижения в игре, и может изучать движения пузырей от Баббла Бадди по ходу игры.
Также в игре присутствуют различные предметы. Батуты помогают игроку отскочить к дальнейшим выступам или платформам, кнопки активируют определённые вещи на протяжении всей игры. Ещё в игре есть нажимные плиты, они активны только тогда, когда игрок стоит на них, или если сверху находится какой-нибудь объект. Как только он исчезает, её действие отменяется. У персонажей есть характерные способности, например Сэнди способна качаться на техасских крючках, Губка Боб способен нырять вниз на крючке для тарзанки, а Патрик умеет поднимать и бросать арбузы, и кубики льда. По некоторым областям может перемещаться любой персонаж, но некоторые доступны лишь определённым. Губка Боб может уничтожать летающих врагов шлемом из мыльных пузырей. Патрик может бросать предметы в кнопки, роботов и нажимные плиты, а также бросать «замораживающие фрукты» в воду, чтобы заморозить её. Наконец, Сэнди может скользить по большим промежуткам и уничтожать врагов с помощью своего лассо.

### Версия для ПК
Версия для ПК содержит серию мини-игр и сильно отличается от консольных версий. В игре друзья Губки Боба были похищены, и чтобы освободить их, игрок должен сыграть несколько мини игр, собирая объекты, в том числе игру- викторину, оформленную в стилистике шоу, где он должен набрать 500 очков, чтобы освободить персонажа из клетки. Затем игрок получает возможность играть за спасённого персонажа, где он находит больше предметов и сражается с роботами. После того, как все предметы собраны (деньги, предметы магического магазина, гаджеты «Русалочка» и «Барнакл Бой», перевязочная одежда Спанч Боба и различные части машины), Спанч Боб должен расставить их по местам.

### Версия для Gameboy Advance
Геймплей для версии GBA также сильно отличается, ибо игра является 2D платформером. Вместо того, чтобы быть нелинейной, как версии домашней консоли, версия GBA не имеет локации с выбором уровней, хотя все ещё повторяет уровни из версий для домашней консоли. Бои с роботами здесь упрощены, они осуществляется путем выдувания пузырей на врагов, чтобы их уничтожить; роботы не могут быть окончательно уничтожены, так как они буду появляться снова, враги всячески мешают вам пройти участок уровня. Губка Боб может ездить на морском коньке по имени «Тайна» на определённых уровнях. Как и другие игры GBA своей эпохи, она использует систему паролей, а не привычных сохранений.

## Сюжет

### Версии для домашних консолей
Игра повествует о вторжении робота в Бикини Боттом, родного города Спанч Боба. Планктон, злой гений, владелец Chum Bucket, построил новую машину под названием Duplicatotron 3000, чтобы производить армию роботов для кражи секретной формулы Крабсбургера. Создав их, он понимает, что переключатель Дубликатотрона был случайно установлен на команду «не слушаться», из-за чего роботы быстро выгоняют его из Чам Бакета. Теперь их целью стало и нанести ущерб всему Бикини Боттом.
Тем временем Губка Боб и Патрик играют с игрушечными роботами и лошадьми. Губке Бобу наскучили игрушки и ему хочется играть с настоящими роботами. Патрик использует свою «волшебную ракушку», веря, что желание исполнится на следующее утро. Губка Боб просыпается и обнаруживает, что его дом был разгромлен настоящими роботами. Он получает факс от мистера Крабса, в котором говорится, что он даст Губке Бобу золотую лопатку за каждое определённое количество «блестяшек», которые он для него соберет. Блестящие объекты служат валютой для открытия того или иного участка уровня на протяжении всей игры. Выходя из дома Губка Боб находит разочарованного Планктона, который лжет и утверждает, что роботы появились внезапно и выгнали его. Планктон убеждает Губку Боба помочь ему вернуться в Чам Бакет и выполнить задания, чтобы найти золотые лопатки и избавиться от роботов, тайно намереваясь восстановить контроль над ними, как только они попадут во внутрь.
Каждый уровень в игре имеет уникальный набор миссий для сбора золотых лопаток. Губка Боб отправляется на Поля Медуз, где он обнаруживает, что Сквидвард был ужален, и отправляется побеждать Короля Медуз и получает часть своего желе, которое нужно для того, чтобы Сквидвард не страдал от боли. Губка Боб также помогает миссис Пафф, найдя украденные Штурвалы в Лагуне Бикини, в центре украденные картины в Каменной Лагуне и пропавших без вести учеников, отдыхающих в Водорослевом лесу. Король Нептун вызывает Спанч Боба и Патрика к Посейдону, чтобы они победили Робота Сэнди. Затем он идет к Секретному Гроту, где он сражается с Креветкой, одним из врагов Морского Супермена. Он также помогает Морскому супермену и Очкарику несколько раз на протяжении всей игры, а также лобстеру Ларри, своей любимой улитке Гэри и Летучему Голландцу, в других областях, таких как Гу Лагуна, Песчаная гора и кладбище голландца, где Сэнди его побеждает в бою. Позже Спанч Боб и Сэнди спасают Сквидварда от Робо-Патрика.
Затем Губка Боб засыпает, позволяя себе войти в сны своих друзей в поисках новых золотых лопаток. После того, как Планктон, Губка Боб и его друзья наконец получили доступ к Помойному ведру, они обнаруживают гигантского Робота Губку Боба и узнают, что Планктон был ответственен за создание роботов. Планктон устанавливает переключатель на Дубликатотроне в положение «Слушаться», только чтобы заставить роботов ему снова повиноваться. Губка Боб пытается отключить мозг Робота Спанч Боба изнутри, одновременно отражая частые атаки Робота Планктона. После успеха он надеется, что Планктон усвоил из этого «урок». Дубликатотрон производит ещё несколько планктонов роботов, которые начинают спорить между собой. Игра заканчивается после того, как Губка Боб говорит, что их работа ещё не завершена, так как в городе все ещё много роботов.
Затем игра нам показывает титры на экране. Если игрок соберет все 100 золотых лопаток, то игра заканчивается уникальной заставкой, где все персонажи игры поют песню.

### Версии для Gameboy Advance и ПК
В версии игры для ПК Губка Боб и Патрик устраивают чаепитие с игрушечными роботами, и Спанч Боб хочет, чтобы роботы «тоже были людьми». На следующий день Лагуна Бикини подвергается нападению армии роботов. Патрик, Сэнди, Гэри, Сквидвард и мистер Крабс захвачены роботами и заперты в клетках. Губка Боб пробирается через Лагуну Бикини, Кладбище Летучего Голландца, Водорослевый лес, Чам Бакет и Логово Морского супермена, чтобы найти своих друзей и различные предметы, украденные роботами. После того, как все уровни пройдены, видео разблокируется в конце игры, где Губка Боб и Патрик обнаруживают, что Планктон был тем, кто стоял за вторжением роботов. Планктон признает, что это была его вина, и что роботы его не слушают, и единственный способ управлять роботами — установить переключатель в режим «подчиняться». Вместо этого Патрик дурачится с машиной, случайно отключая её подчиненный выключатель, который выключает машину, тем самым отключая роботов. После этого Губка Боб и Патрик уходят, Планктон грозит им, что он вернется с другим планом.
Версия Gameboy Advance представляет собой 2D-платформер с четырьмя главами, каждая из которых содержит семь уровней и имеет свои уникальные головоломки. В игре г-н Крабс считает, что вторжение роботов выводит его из бизнеса, поэтому его задание для Губки боба — сражаться с роботами, чтобы попасть в «Помойное ведро» чтобы закрыть дубликатрон 3000.

## Команда актёров озвучивания
- Том Кенни в роли Губки Боба Квадратные Штаны, Гэри Улитки и Рассказчика
- Билл Фагербакки в роли Патрика и Робота Патрика
- Кэролин Лоуренс в роли Сэнди Чикс и Компьютера Логова Морского супермена
- Роджер Бампасс в роли Сквидварда
- Джо Уайт в роли мистера Крабса и Морского Супермена
- Мэри Джо Кэтлетт в роли миссис Пафф
- Мистер Лоуренс в роли Планктона, Ларри Лобстера, Рыбного диктора, Креветки и Робота Планктона
- Брэд Абрелл в роли Баббла Бадди
- Тим Конуэй в роли Очкарика
- Джон О’Херли в роли короля Нептуна
- Брайан Дойл-Мюррей в роли Летучего Голландца

## Приём
| Сводный рейтинг    | Сводный рейтинг | Сводный рейтинг | Сводный рейтинг | Сводный рейтинг |
| Издание            | Оценка          | Оценка          | Оценка          | Оценка          |
| Издание            | GBA             | GC              | PS2             | Xbox            |
| ------------------ | --------------- | --------------- | --------------- | --------------- |
| GameRankings       | 63,62 %         | 74,17 %         | 73,30 %         | 72,05 %         |
| Metacritic         |                 | 71              | 71              | 70              |
| Иноязычные издания |                 |                 |                 |                 |
| Издание            | Оценка          | Оценка          | Оценка          | Оценка          |
| Издание            | GBA             | GC              | PS2             | Xbox            |
| IGN                |                 | 7,3/10          |                 |                 |
| OXM                |                 |                 |                 | 8,0/10          |

Согласно Metacritic, версия игры Battle for Bikini Bottom для домашних консолей получила смешанные, а также средние отзывы критиков. Она получила 4,5 из 5 от Official U.S. PlayStation Magazine. IGN оценил игру как 7,3 из 10, похвалив звук, графический стиль и игровой процесс, сказав: «Такие механики, как универсальная механика сбора предметов, реализация прыжков, бои, разнообразие и общий интерес делают игру более свежей». Игра получила множество наград, в том числе награду «любимая видеоигра» на конкурсе Kids’s Choice Awards 2004 и получила награды Player’s Choice, Platinum Hits и Greatest Hits для GameCube, Xbox и PlayStation 2 соответственно. Версия Game Boy Advance была продана примерно в 710 000 экземпляров, а версия PlayStation 2 — примерно в 880 000 экземпляров. В 2006 году журнал Edge вручил версии Game Boy Advance 34 место в своем списке «50 лучших портативных игр века», а версии PlayStation 2 — 67 место в списке «100 лучших игр XXI века».

## Ремейк
Спустя годы после выпуска, игра получила культовый статус, положительную переоценку от современных критиков и большое сообщество спидраннеров
5 июня 2019 года на E3 2019 THQ Nordic анонсировала полное переиздание с подзаголовком Rehydrated, который включает новый многопользовательский режим и вырезанный контент из оригинала. Игра разработана Purple Lamp Studios и выпущена 23 июня 2020 года для платформ Nintendo Switch, PlayStation 4, Xbox One, и Microsoft Windows.